# Parapistomyia bulbifera
Parapistomyia bulbifera är en tvåvingeart som beskrevs av Peter Zwick 1977. Parapistomyia bulbifera ingår i släktet Parapistomyia och familjen Blephariceridae. Inga underarter finns listade i Catalogue of Life.